# Edwardsville (Illinois)
Edwardsville is een plaats (city) in de Amerikaanse staat Illinois, en valt bestuurlijk gezien onder Madison County.

## Demografie
Bij de volkstelling in 2000 werd het aantal inwoners vastgesteld op 21.491. In 2006 is het aantal inwoners door het United States Census Bureau geschat op 24.270, een stijging van 2779 (12,9%).

## Geografie
Volgens het United States Census Bureau beslaat de plaats een oppervlakte van 36,5 km², waarvan 35,9 km² land en 0,6 km² water. Edwardsville ligt op ongeveer 163 m boven zeeniveau.

## Plaatsen in de nabije omgeving
De onderstaande figuur toont nabijgelegen plaatsen in een straal van 12 km rond Edwardsville.

## Geboren
- Hedy Burress (3 oktober 1973), actrice